# Salsola
- Commons
- Wikispecies

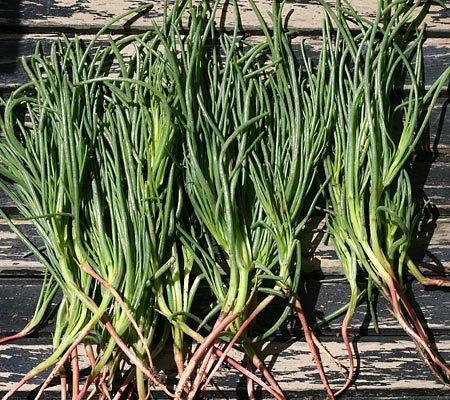
Salsola soda

Salsola L. é um gênero botânico da família Amaranthaceae.

## Sinonímia
| - Caroxylon Thunb. - Caspia Galushko - Climacoptera Botsch. - Darniella Maire et Weiller - Eremochion Gilli | - Halothamnus Jaub. & Spach - Hypocylix Wol. - Muratina Maire - Physandra Botsch. |

## Espécies
| - Salsola abrotanoides - Salsola affinis - Salsola aperta - Salsola arbuscula - Salsola arbusculiformis - Salsola australis - Salsola brachiata - Salsola canescens - Salsola chinghaiensis - Salsola chorassanica - Salsola collina - Salsola crassa - Salsola cyclophylla - Salsola damascena - Salsola dendroides - Salsola drummondii - Salsola dshungarica - Salsola ferganica - Salsola foliosa - Salsola griffithii | - Salsola heptapotamica - Salsola iberica - Salsola ikonnikovii - Salsola imbricata - Salsola implicata - Salsola incanescens - Salsola jacquemontii - Salsola junatovii - Salsola kali - Salsola komarovii - Salsola korshinskyi - Salsola lanata - Salsola laricifolia - Salsola makranica - Salsola micranthera - Salsola monoptera - Salsola montana - Salsola nepalensis - Salsola nitraria - Salsola orientalis | - Salsola passerina - Salsola paulsenii - Salsola pellucida - Salsola pestifer - Salsola praecox - Salsola richteri - Salsola rosacea - Salsola rubescens - Salsola sclerantha - Salsola sinkiangensis - Salsola soda - Salsola subcrassa - Salsola sukaczevii - Salsola tamariscina - Salsola tomentosa - Salsola tragus - Salsola turkestanica - Salsola vermiculata - Salsola verrucosa - Salsola zaidamica |

- Lista completa

## Classificação do gênero
| Sistema | Classificação                    | Referência               |
| ------- | -------------------------------- | ------------------------ |
| Linné   | Classe Pentandria, ordem Digynia | Species plantarum (1753) |